# Synagoge (Kitzingen)

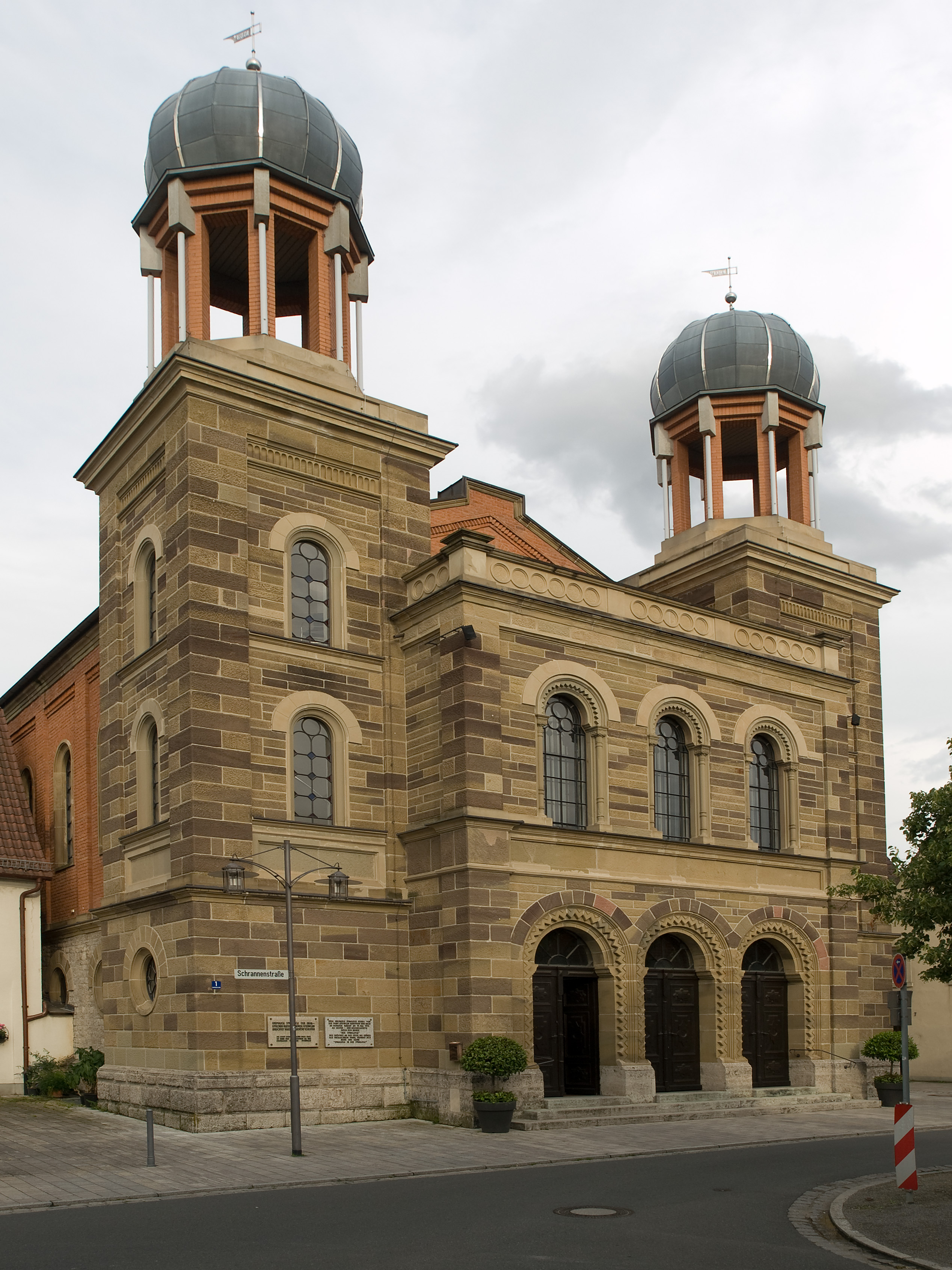
Synagoge in Kitzingen

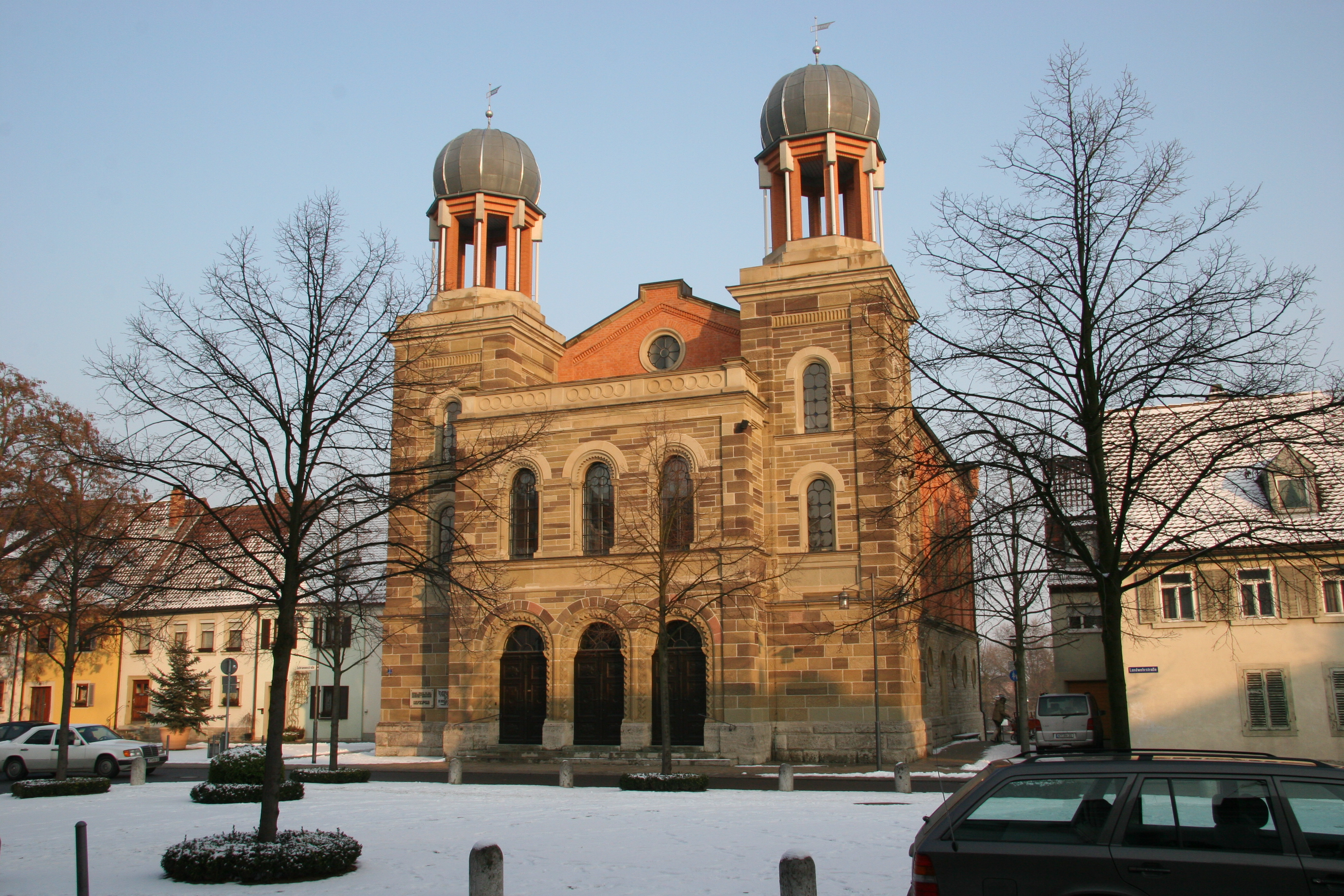
Synagoge in Kitzingen

Die ehemalige Synagoge in Kitzingen, einer Stadt im Regierungsbezirk Unterfranken des Freistaats Bayern, wurde 1883 erbaut. Die Synagoge an der Landwehrstraße 1. ist ein geschütztes Baudenkmal.

## Geschichte
Im 16. Jahrhundert befand sich eine Synagoge hinter dem Stadtgraben im Haus Nr. 6 der Oberen Bachgasse. Seit Mitte der 1870er Jahre sammelte die jüdische Gemeinde Kitzingen mit Hilfe einer Synagogenbaukasse für den Neubau einer Synagoge. Die feierliche Grundsteinlegung fand am 31. Juli 1882 statt. Die Pläne der Synagoge, ein historistischer Sandsteinquaderbau mit Backstein im Rundbogenstil, stammen vom Bautechniker Schneider aus Kitzingen; die Ausführung der Bauarbeiten übernahm Baumeister Korbacher. Die Einweihung der Synagoge fand vom 7. bis 9. September 1883 statt.
Die Synagoge wurde in der sogenannten Reichspogromnacht am 10. November 1938 ein Opfer der Flammen. Ein kleiner Andachtsraum erinnert an ihre Vergangenheit.

## Heutiger Zustand
Am 19. Mai 1993 wurde im Rahmen eines Besuchsprogrammes ehemaliger Kitzinger Juden das restaurierte Synagogengebäude wieder eröffnet. Das Gebäude dient seitdem für kulturelle Veranstaltungen, wie Konzerte. Im Gebäude befindet sich eine Bibliothek über das Judentum.

## Architektur
Die ursprüngliche Synagoge entstand in Baustilen verschiedener Epochen und lehnte sich in ihrer Ausführung eng an die anderen in Bayern erbauten Synagogen an. Dominierend war der Rundbogenstil. Im Inneren überwog die maurische Architektur, von der außen kaum etwas zu sehen war.
Eindeutige Hinweise auf die Nutzung des Gebäudes als jüdisches Gotteshaus gaben nur die beiden Gesetzestafeln auf den Giebeln und die Inschrift „Israelitisches Gebetshaus“ über dem Portal.
Von außen sieht die Synagoge heute fast wieder so aus, wie sie ursprünglich erbaut wurde. Die beigegrauen Mauern aus Kalkstein, in die zur Verzierung Buntsandsteinquader eingelassen sind, widerstanden den Flammen.
Über die Ausgestaltung des Innenraums kam es vor dem Bau zu Streitigkeiten zwischen Rabbiner Adler und anderen Gemeindemitgliedern. Die Position des Almemors, die Vergitterung der Frauengalerie und die Anordnung des Frauenbades spaltete die Kitzinger Gemeinde.

## Rituelles Bad
Die Mikwe der Kitzinger Gemeinde entstand mit der Synagoge und befand sich an einer Seite des Gebäudes. Ihr Bau machte das bisherige Provisorium in der Oberen Kirchgasse 11 überflüssig. Nun konnte Grundwasser wegen des nahen Mains angezapft werden. Sie wurde beim Brand nicht beschädigt und musste erst 1942 der Einrichtung des Kriegsgefangenenlagers in der Synagoge weichen.